# Prosaptia cryptocarpa
Prosaptia cryptocarpa är en stensöteväxtart som beskrevs av Edwin Bingham Copeland. Prosaptia cryptocarpa ingår i släktet Prosaptia och familjen Polypodiaceae. Inga underarter finns listade.